# Tone Schunnesson
Tone Liv Schunnesson (geboren am 17. Januar 1988 in Svedala) ist eine schwedische Autorin und Dramatikerin.

## Biographie
2016 debütierte Schunneson mit dem Roman Tripprapporter (deutsch: Reiseberichte), der von der Kritik gelobt, zum Bestseller wurde und für den Borås Zeitungs Debutantpreis 2017 und für den Nöjesguiden Stockholm Preis 2016 nominiert wurde.
Für ihren zweiten Roman Dagarna, dagarna dagarna (deutsch: Die Tage, die Tage, die Tage), der 2020 erschien, wurde Schunnesson unter anderem für den Literaturpreis der Europäischen Union 2021 (European Union Prize for Literature) und den Romanpreis des Schwedischen Rundfunks (Sveriges Radios romanpris) 2021 nominiert. Im Februar 2021 wurde die Verfilmungsoption für den Roman verkauft, und der Verlag Norstedts kündigte an, dass Rojda Sekersöz bei dem Film Regie führen wird.
Schunnesson hat auch Charlotte Brontës Jane Eyre für die Bühne adaptiert, die 2019 im Folkteatern in Göteborg aufgeführt wurde, und das Hörspiel „Härlig är min avgrund“ (deutsch: Herrlich ist mein Abgrund) geschrieben, das am 16. September 2016 im Schwedischen Rundfunk uraufgeführt wurde. Seit März 2020 schreibt sie Kolumnen für Aftonbladet Kultur. Seit 2023 produziert sie außerdem gemeinsam mit der Kulturchefin von Aftonbladet, Karin Pettersson, den Video-Podcast Café Bambino. Zuvor war Schunnesson Reporterin bei Nöjesguiden Malmö, Lund und schrieb als freie Autorin unter anderem für Bon, eine schwedische Zeitschrift für Mode, Kultur und Kunst .
Schunnesson studierte an der Biskops Arnös Schriftstellerschule und an der Södertörn Universität.[3][13] Sie ist die Schwester von Helle Schunnesson, Autorin und Redakteurin der schwedischen Elle. Sie sind die Töchter des Filmemachers und Buchkenners Torgny Schunnesson und der Musikerin und Produzentin Meta Alm.

## Werke
- 2016 – Härlig är min avgrund (deutsch: Herrlich ist mein Abgrund). Stockholm: Sveriges Radio.[18]
- 2016 – Tripprapporter (deutsch: Reisenberichte). Stockholm: Norstedt.[19]
- 2020 – Dagarna, dagarna, dagarna (deutsch: Die Tage, die Tage, die Tage). Stockholm: Norstedts.[20]
- 2022 – Tone Tur o Retur: Tales från Bullshit city och andra ställen (deutsch: Tone Hin- und Rückfahrt: Geschichten aus Blödsinnstadt und anderen Stellen). Stockholm: Norstedts.[21]